# Salvia miltiorrhiza
Salvia miltiorrhiza (en chino tradicional, 丹參; pinyin, dānshēn), también conocida como salvia roja, salvia china, tan shen o danshen, es una planta perenne del género Salvia, muy valorada por sus raíces en la medicina tradicional china. Originaria de China y Japón, crece de 90 a 1200 m de elevación, prefiriendo lugares cubiertos de hierba en bosques, laderas y orillas de arroyos. El epíteto específico miltiorrhiza significa «raíz de ocre rojo».

## Componentes químicos
Los compuestos químicos aislados de Salvia miltiorrhiza incluyen ácido salvianólico (o ácido salvianólico B), dihidrotansinona, tanshinona I y tanshinona IIA. La tanshinona IIA es uno de los componentes más abundantes de la raíz de Salvia miltiorrhiza.

## Descripción
S. miltiorrhiza es una planta perenne de hoja caduca con tallos ramificados de 30 a 60 cm de altura, con hojas muy espaciadas que son simples y divididas. Las inflorescencias de 30 cm están cubiertas de pelos y glándulas pegajosas. Las flores crecen en espirales, con corolas de color violeta claro a azul lavanda que miden aproximadamente 2,5 cm de largo, con un cáliz de color púrpura oscuro. Salvia miltiorrhiza prefiere suelos bien drenados, con aproximadamente medio día de luz solar. Es resistente a aproximadamente hasta los -10 grados Celsius. La mayoría de las semillas de Salvia tienen una mayor tasa de germinación cuando se exponen a la luz, aunque no es necesario.

## Interacciones
Salvia miltiorrhiza puede potenciar los efectos del fármaco anticoagulante warfarina, lo que posiblemente cause complicaciones hemorrágicas. Otros efectos adversos pueden incluir reacciones alérgicas, mareos, dolor de cabeza o malestar gastrointestinal.

## Uso en la medicina tradicional china
Sola o combinada con otras hierbas medicinales chinas, Salvia miltiorrhiza se ha utilizado en China y, en menor medida, en otros países como tratamiento para diversas enfermedades
cardiovasculares y cerebrovasculares .  Hay estudios que evidencian el uso con otras plantas ha demostrado tener efectos beneficiosos comprobados en combinación conmedicamentos Occidentales 

## Observación clínica del tratamiento del fallo cardíaco persistente reforzando el Qi y activando la circulación sanguínea
Shao Jing
Primer Hospital anexo al Instituto de Medicina Tradicional China de Henan, Zhengzhou 450000
El fallo cardíaco persistente hace referencia al fallo cardiaco congestivo con síntomas persistentes y respuesta pobre a diferentes tipos de terapias. Aparece sobre todo en la fase avanzada de enfermedades cardiacas graves de origen orgánico. La eficacia de fármacos occidentales es insatisfactoria y puede acarrear efectos tóxicos y colaterales evidentes. Hemos aplicado principalmente el método de MTCH de reforzar el Qi y activar la circulación sanguínea para tratar el fallo cardiaco persistente, completándolo con la administración de pequeñas dosis de fármaco occidental, con lo cual se consiguió mejores resultados terapéuticos como explicaremos a continuación.

## Datos clínicos
1. Selección de casos clínicos e información general: Desde enero de 1989 hasta diciembre de 1993 ingresaron 120 casos con fallo cardiaco tenaz en nuestro hospital y fueron tratados primero durante 2 semanas con cardiotónicos, diuréticos y vasodilatadores. No obstante no se consiguió controlar el fallo cardiaco. Se distribuyó los pacientes de forma aleatoria en dos grupos.
Había 61 pacientes en el grupo terapéutico, 37 varones y 24 hembras. La edad de los pacientes oscilaba entre 35 y 75 años, con un promedio de 54 años. El grupo de control estaba formado por 59 casos, 34 varones y 25 hembras con edades entre 19 y 67 años y un promedio de 52.6 años.
2. Enfermedad primaria: En el grupo terapéutico se habían diagnosticado 21 casos de patología cardiaca coronaria, 20 casos de cor pulmonare, 6 casos de patología cardiaca reumática, 7 de cardiomiopatía y 7 casos de cardiopatía hipertensiva.
En cuanto al grupo de control se habían diagnosticado 22 casos de patología cardiaca coronaria, 20 casos de enfermedad pulmonar-cardiaca, 4 de patología cardíaca reumática, 7 de cardiomiopatía y 6 de cardiopatía hipertensiva.
3. Evolución del fallo cardiaco y evaluación de la función cardiaca: La evolución del fallo cardiaco en estos 120 pacientes iba de 6 meses hasta 5 años. Se calificó la función cardiaca según el sistema de evaluación NYHA. El fallo cardiaco de todos los pacientes de ambos grupos pertenecía al grado III, y se clasificó además en izquierdo, derecho o fallo cardiaco total. 50 de los 120 pacientes padecía un fallo cardiaco derecho, 70 un fallo cardiaco izquierdo o fallo cardiaco total.
4. Manifestaciones clínicas: Las manifestaciones principales eran palpitaciones, respiración entrecortada, tos, expectoración, opresión en el pecho, algia torácica, debilidad de las cuatro extremidades, edema en extremidades inferiores, plenitud y distensión en el hipocondrio, tez oscura, labios y lengua de color morado oscuro, pulso irregular, débil y rápido. Con referencia a los criterios de la diferenciación de síntomas y signos formulados por la Asociación para la Integración de la Medicina Tradicional China y la Medicina Occidental2, 25 casos de los 61 casos del grupo terapéutico pertenecían al síndrome de insuficiencia de Qi de Pulmón y Corazón, 13 al síndrome de insuficiencia de Qi simultánea de Pulmón y Riñón, 23 al síndrome de insuficiencia simultánea de Bazo y Riñón, 10 al síndrome de insuficiencia simultánea de Pulmón y Riñón. En cuanto al grupo de control 42 de los 59 casos estaban acompañados de estasis sanguíneo bloqueando los meridianos. Las patologías primarias y el grado de fallo cardiaco, los síndromes y otras condiciones de los pacientes del grupo terapéutico y de control eran básicamente iguales.

## Métodos de tratamiento
En el grupo terapéutico se aplicó principalmente el método de reforzar el Qi y activar la circulación sanguínea. Los componentes principales de la prescripción eran:
- Ginseng (Renshen) 10g
- Astragalus membranaceus (Huangqi) 10g
- Carthamus tinctorius (Honghua) 10g
- Salvia miltiorrhiza (Danshen) 24g
- Leonurus heterophylla (Yimucao) 30g
- Cinnamomum cassia (Rougui)(corteza) 3g (administrados después de decocción).

Se administró una dosis de decocción al día, repartida en dos tomas, por la mañana y la noche. La prescripción debía modificarse según el estado de cada paciente. Al mismo tiempo se utilizó de forma complementaria pequeñas dosis de digitalis e IEAC (Digoxina 0.125 mg/día, Captopril 1.25 mg 3v/día). Tres semanas de tratamiento representaba un ciclo. En el grupo de control se administró exclusivamente fármacos occidentales como Digoxina, Captopril y diuréticos con una dosis convencional durante tres semanas.

## Criterios para los efectos y resultados curativos
Basado en nuestra propia experiencia clínica y con referencia a la información dada, hemos clasificado los efectos curativos en tres grados:
- Notable eficacia: El fallo cardiaco se controla por completo con remisión de los síntomas o mejoría de grado III a grado I.
- Eficacia: El fallo cardiaco de grado III mejora a grado H.
- Ineficacia: No se observa ninguna mejoría del fallo cardiaco.

Según los mencionados criterios se presentaron entre los 61 casos del grupo terapéutico una eficacia notable en 37 casos (60.7%), eficacia en 20 casos (32.8%), ineficacia en 4 casos (6.6%) y un paciente falleció. En el grupo de control encontramos de 59 casos una eficacia notable en 25 casos (42.4%), eficacia en 21 casos (36.6%) e ineficacia en 13 casos (22.2%) con 3 pacientes fallecidos. (Ver tabla)
Si se comparan los efectos curativos, se observa una diferencia significante entre los dos grupos (P<0.05). El examen de control se realizó entre 3- 7 días en el grupo terapéutico y 5-8 días en el grupo de control. No había diferencia significativa entre los dos grupos (P>0.05).

## Discusión
El fallo cardiaco persistente es una patología clínica más bien difícil de tratar. El tratamiento exclusivo con fármacos occidentales es insatisfactorio. Así la dosis efectiva de digitalis está muy cerca de la toxicidad. Ahora bien, en pacientes con fallo cardiaco tenaz se ocasionan fácilmente lesiones graves del miocardio y se disminuye la tolerancia a fármacos. Entonces se produce fácilmente la intoxicación. Por otro lado las pequeñas dosis de fármacos occidentales no controlan de forma efectiva el fallo cardiaco. Por eso optamos por el método de combinar la medicina tradicional china con la occidental y así se podían reducir los efectos secundarios y tóxicos de los fármacos occidentales. Los fármacos de medicina tradicional china y medicina occidental actúan de forma sinérgica controlando el fallo cardiaco con un notable efecto curativo.
La Medicina Tradicional China sostiene que el fallo cardiaco está relacionado con enfermedades degenerativas de Corazón, Pulmón, Bazo, Riñón y otros órganos. Se produce principalmente por una insuficiencia del Qi de Corazón, insuficiencia simultánea de Bazo y Riñón, exceso de líquidos y estasis sanguíneo3. La insuficiencia está en su raíz. Se tiene que aplicar sobre todo los métodos de reforzar el Qi y eliminar el estasis, y calentar el Yang para estimular la diuresis.
En la prescripción el Ginseng (Renshen) y el Astragalus membranaceus (Huangqi) representan las drogas Principales con su función de restablecer el funcionamiento normal del organismo Y reforzar el Qi. Carthamus tictorius (honghua), Salvia miltiorrhiza (Danshen) y Leonurus heterophylla (Yimucao) apoyan el efecto y deben nutrir la sangre y activar la circulación sanguínea. La Cinnamomum cassia (Rougui) (corteza) sirve como coadyuvante para calentar y drenar los vasos sanguíneos. La práctica clínica viene a confirmar este método y demuestra un efecto curativo bastante satisfactorio cuando está combinado con fármacos occidentales.
.Una revisión Cochrane de 2007 sobre el uso de danshen para el accidente cerebrovascular isquémico agudo encontró que la calidad de la evidencia era deficiente y no había evidencia de algún beneficio. De manera similar, un metanálisis Cochrane de 2008 encontró que los ensayos clínicos sobre danshen eran de baja calidad e insuficientes para emitir un juicio sobre su eficacia para las personas con ataque cardíaco. Los metanálisis de las formas orales e inyectables de danshen en personas con angina de pecho concluyeron que los efectos del tratamiento no fueron concluyentes porque los estudios fueron de baja calidad y las conclusiones no se basaron en pruebas sólidas.